# 챔피언 (1949년 영화)
챔피언(Champion)은 미국에서 제작된 마크 롭슨 감독의 1949년 영화이다. 커크 더글라스 등이 주연으로 출연하였고 스탠리 크레이머 등이 제작에 참여하였다.

## 출연

### 주연
- 커크 더글라스

### 조연
- 마릴린 맥스웰
- 아서 케네디

## 제작진
- 원작자: 링 라드너
- 미술: 루돌프 스터나드
- Ass-PD: 로버트 스틸먼